# Ernst August I van Saksen-Weimar-Eisenach
Ernst August I van Saksen-Weimar-Eisenach (Weimar, 19 april 1688 - Eisenach, 19 januari 1748) was van 1707 tot 1741 hertog van Saksen-Weimar en van 1741 tot aan zijn dood hertog van Saksen-Weimar-Eisenach. Hij behoorde tot de Ernestijnse linie van het huis Wettin.

## Levensloop
Ernst August I was de tweede zoon van hertog Johan Ernst III van Saksen-Weimar en diens eerste echtgenote Sophia Augusta, dochter van vorst Johan VI van Anhalt-Zerbst. Rond 1706 studeerde hij aan de Universiteit van Jena.
In 1707 volgde Ernst August I zijn vader op als hertog van Saksen-Weimar, in gezamenlijke regering met zijn oom Willem Ernst. Zolang zijn oom leefde, speelde Ernst August amper een rol in de regering van het hertogdom. Het was pas na het overlijden van Willem Ernst in 1728 dat Ernst August de facto de regering in Saksen-Weimar begon uit te oefenen.
Hij was een pronkzuchtige barokheerser, die zijn land door zijn escapades in een financiële ruïne dreef. Ernst August was er om berucht voormalige vertrouwelingen, op wiens vermogen hij had gemunt, zonder geldige reden gevangen te zetten en hen pas vrij te laten als ze hem hun volledige financiële vermogen of een hoge som losgeld hadden betaald. Een aantal van zijn slachtoffers liet dat niet zomaar gebeuren en klaagden Ernst August aan bij het Rijkskamergerecht en de Rijkshofraad. Deze processen draaiden meestal in het nadeel uit van Ernst August en sleepten meestal jarenlang aan, wat zijn hertogdom nog meer financieel ruïneerde.
Hij onderhield eveneens een staand leger, dat veel te groot was voor het inwonersaantal van het kleine land en de financiële mogelijkheden van Saksen-Weimar. Hierdoor werd de soldaten verhuurd aan het keurvorstendom Saksen of de keizer. Ook had hij een enorme bouwwoede dat de financiële toestand van Saksen-Weimar nog meer verslechterde. Zo liet hij het Slot Belvedère in Weimar en het rococoslot van Dornburg bouwen. Ook had een extravagante jachtpassie en had hij een harem die uit vijf vrouwen bestond. 
In 1741 stierf hertog Willem Hendrik van Saksen-Eisenach, waarna Ernst August dit hertogdom erfde. Hij verenigde Saksen-Weimar samen met Saksen-Eisenach tot het hertogdom Saksen-Weimar-Eisenach en voerde het eerstgeboorterecht in. Vervolgens resideerde Ernst August voornamelijk in Eisenachse deel van zijn rijk. Ook probeerde hij het absolutisme door te voeren in zijn domeinen, wat echter op verzet van de Staten van Eisenach botste. Bij zijn dood waren zijn absolutistische plannen nog niet compleet, wat de escalatie van het conflict tussen Ernst August en de Staten van Eisenach kon vermijden.
In januari 1748 stierf hij op 59-jarige leeftijd. Ernst August werd bijgezet in de Vorstelijke Crypte op het kerkhof van Weimar.

## Huwelijken en nakomelingen
Op 24 januari 1716 huwde Ernst August met zijn eerste echtgenote Eleonora Wilhelmina (1696-1726), dochter van vorst Emanuel Lebrecht van Anhalt-Köthen. Ze kregen acht kinderen:
- Willem Ernst (1717-1719)
- Wilhelmina Augusta (1717-1752)
- Johan Willem (1719-1732)
- Charlotte Agnes (1720-1724)
- Johanna Eleonora (1721-1722)
- Elisabeth Albertina (1722-1769), huwde in 1756 met graaf Filips II Ernst van Schaumburg-Lippe
- Bernardine Christiane Sophia (1724-1757), huwde in 1744 met vorst Johan Frederik van Schwarzburg-Rudolstadt
- Emanuel Frederik (1725-1729)

Op 7 april 1734 huwde hij met zijn tweede echtgenote Sophia Charlotte Albertina (1713-1747), dochter van markgraaf George Frederik van Brandenburg-Bayreuth. Ze kregen vier kinderen:
- Karel August (1735-1736)
- Ernst August II Constantijn (1737-1758), hertog van Saksen-Weimar-Eisenach
- Ernestine Augusta Sophia (1740-1786), huwde in 1758 met hertog Ernst Frederik III Karel van Saksen-Hildburghausen
- Ernst Adolf (1742-1743)